# Mosontarcsai híd
A mosontarcsai híd (ismert a település német neve alapján andaui híd néven is), régi fahíd az osztrák–magyar határon, amely az 1956-os történelmi események nyomán vált híressé/hírhedtté, mivel földrajzi elhelyezkedésének köszönhetően tízezrek keltek át rajta a Hanság-főcsatornán. A magyar emlékezetben vegyes megítélésű eredeti hidat a szovjet megszálló erők robbantották fel 1956. november 24-én. 1996-ban osztrák és magyar közreműködéssel épült újjá, ma történelmi emlékhely.

## Története
A híd valójában nem Mosontarcsán van, hanem a községtől délre 10 km-re az osztrák-magyar határon. Nevének hagyománya feltehetően azért alakult így, mert a hídhoz legközelebbi település Mosontarcsa. A hidat eredetileg az ezen a határvidéken fekvő területeket megművelő gazdák építették az 1940-es évek első felében. Hagyományos értelemben vett közforgalomra nem is használták, célja a szántóföldek könnyebb megközelíthetősége volt. Az bizonyos, hogy 1944-ben már állt, mert a visszavonuló német katonák egy része ezen a hídon keresztül hagyta el az országot.
Első alkalommal nagyobb figyelmet 1947-1948-ban kapott a híd, bár érthető módon a magyar történelemben még ma sem könnyű ezzel szembesülni, mert ekkor zajlott Magyarországon a német lakosság tömeges kényszer-kitelepítése. Noha az akkori német lakosság jelentős részét szervezett módon szállították nyugatra, a folyamat során tapasztalt kegyetlenkedések és visszaélések miatt jelentős számban menekültek el a környékbeliek a hídon keresztül, a kényszer-kitelepítés elől.
A hídforgalom szempontjából néhány nyugodtabb évet követően, már nemzetközi szinten is nagy figyelemmel kísért események miatt alakult ki a híd mai történelmi emlékképe. Az 1956-os forradalom leverése miatt közel 200 000 ember kényszerült elmenekülni Magyarországról, vagy választotta ezt a lehetőséget egy jobb jövő reményében. Az egyébként már korábban erős határőrizet meggyengült, mert az ÁVH erőit részben elveszítette, vagy a forradalmi események elvonták a határőrizettől. Ennek következtében rövid időre megnyílt az út nyugat felé, menekülési lehetőséget kínálva a lakosságnak. Egyes becslések szerint ebben az időszakban a mosontarcsai hidacskán közel 70 000 ember kelt át. Az eseményről természetesen a szovjet vezetés is értesült, így 1956 november 21-én orosz alakulatok a hidat felrobbantották. Noha a híd megmaradt romjain még gyalogosan át lehetett kelni, a szigorú határőrizet kiépítése után a híd maradványai is az enyészeté lettek.

## Emlék és jelkép

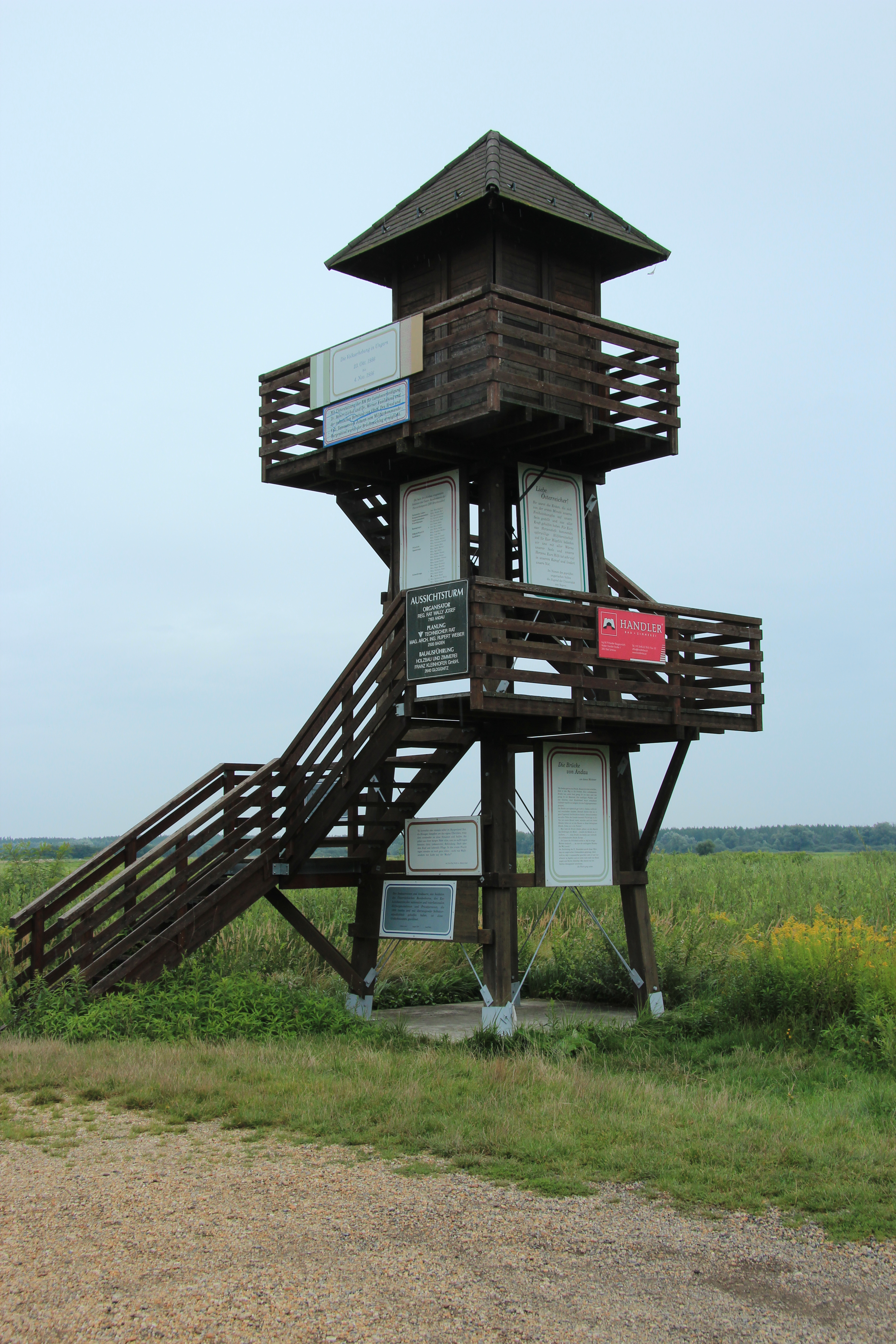
Kilátótorony és a híd emlékjele

A történelem eseményei és a hozzá kapcsolódó emberi sorsok jelképpé tették a hidat. A híd  és a rajta keresztül vezető „menekülők útja”, a szabadság szimbólumává magasztalta, így megtartva az emlékezetben. Szimbóluma továbbá a mosontarcsaiak nagylelkűségének és emberségének, hiszen az elbeszélések szerint az osztrák oldalon meleg étellel és itallal fogadták a menekülteket. Több művészt is megihletett ez a jelkép, így könyv, dráma és film készült a hídhoz kapcsolódó eseményekről, sorsokról.

## Az új híd

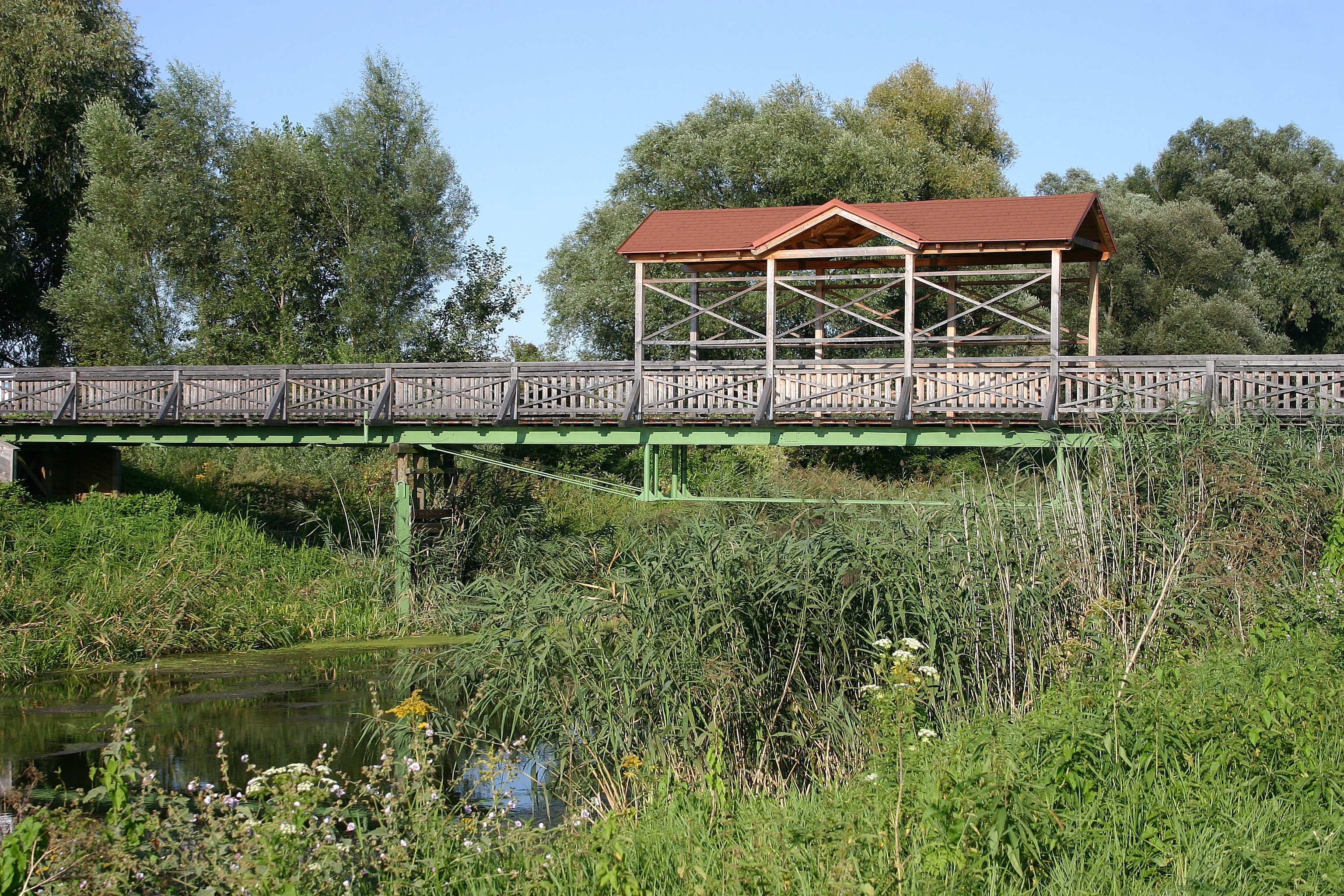
A mosontarcsai híd (2008)

A híd újjáépítését a Mosontarcsán működő A nemzetközi megértésért nevű egyesület kezdeményezte, amit hamarosan felkarolt Ausztria és Magyarország kormánya is. A hidat az eredeti dokumentumok alapján rekonstruálták, Franz W. Friedrich tervei segítségével. A híd építését az osztrák hadsereg végezte. A szerkezethez szükséges faanyagot Magyarország biztosította. Az átadást az 1956-os forradalom és szabadságharc 40. évfordulójának emlékére időzítették. Az átadáson a burgerlandi tartományi parlament elnöke és a magyar belügyminisztérium politikai államtitkára (Világosi Gábor) mondtak beszédet, és vágták át az osztrák és magyar nemzeti színű szalagokat. A megnyitást követően a híd már látogatható volt, de Magyarországnak a schengeni egyezményhez való csatlakozása óta szabad határátkelőhely és kerékpárút is vezet rajta keresztül.